# 吉田健司 (声優)
吉田 健司（よしだ けんじ、11月19日 - ）は、日本の男性声優。岐阜県出身。

## 略歴
2011年7月10日よりベストポジション所属。2015年6月1日よりオフィスPAC所属。2025年2月28日、同日付でオフィスPACを退所、フリーで活動することが、事務所のホームページにて発表された。

## 人物
特技にはバスケットボール、趣味には時代小説をそれぞれ挙げている。

## 出演
太字はメインキャラクター。

### テレビアニメ
2001年
- はじめの一歩（東邦ジム練習生）
- 魔法戦士リウイ（男B）

2006年
- ケモノヅメ（桜井剣也、刃〈幼少期〉）

2015年
- アクエリオンロゴス（男子生徒A）
- 牙狼 -紅蓮ノ月-（検非違使A）

2016年
- ルパン三世 PART IV（カップル男）
- チア男子!!（高田牧舎店長）
- ユーリ!!! on ICE（マスコミB）

2017年
- 将国のアルタイル（議員A）

2018年
- レイトン ミステリー探偵社 〜カトリーのナゾトキファイル〜（アモン）
- ルパン三世 PART5（衛兵A、ロシア警察B）
- DOUBLE DECKER! ダグ&キリル（運転手B）
- ルパン三世 PART6（消防隊員A）

2023年
- 天国大魔境（岩田の仲間）

2025年
- 謎解きはディナーのあとで（長江晃司）

### 劇場アニメ
2000年代
- サクラ大戦 活動写真（2001年、作業員）

2010年代
- LUPIN THE IIIRD 血煙の石川五ェ門（2017年、警察）
- 夜明け告げるルーのうた（2017年、塾教師）

2020年代
- 機動戦士ガンダム 閃光のハサウェイ（2021年、パーサー）
- Gのレコンギスタ III 宇宙からの遺産（2021年、ガビアルクルー）
- フラ・フラダンス（2021年）

### Webアニメ
- 機動戦士ガンダム サンダーボルト（2016年、連邦兵）

### ゲーム
- ドラゴンクエストXI 過ぎ去りし時を求めて（2017年）
- キングダム ハーツIII（2019年）
- ファイナルファンタジーVII リメイク（2020年）
- The Last of Us Part II（2020年、瘢痕男性）
- ファイナルファンタジーVII リバース（2024年）

### 吹き替え

#### 映画
- アウトロー・キング スコットランドの英雄 ※Netflix版
- アグネスと幸せのパズル
- アポストル 復讐の掟
- 海辺の家
- LOOPER/ルーパー（デイル〈ニック・ゴメス〉）
- ザ・イースト（ティム〈ジェイソン・リッター〉）
- ミリオンダラー・アーム（ディネシュ・パテル〈マドゥル・ミッタル（英語版）〉）
- ミッション:インポッシブル/ローグ・ネイション（英国首相の護衛2〈フェミ・オグンバンジョー〉[8]）
- キング・オブ・エジプト
- スーサイド・スクワッド（本部将校[9]）
- スター・ウォーズシリーズ
  - スター・ウォーズ/フォースの覚醒
  - スター・ウォーズ/スカイウォーカーの夜明け
- ブラック・ルーム（ベレー帽の男）
- マグニフィセント・セブン（フェントン）
- シドニー・ホールの失踪（英語版）
- ロクサーヌ、ロクサーヌ（英語版）（ラウール）
- エクスティンクション 地球奪還（クリス）
- オーシャンズ8（カイル〈ギデオン・グリック（英語版）〉）
- アポストル 復讐の掟
- Merry Christmas! 〜ロンドンに奇跡を起こした男〜（グラブ）
- ある愛の詩 ※Netflix版
- 運び屋（フリオ〈イグナシオ・セリッチオ（英語版）〉[10]）※ソフト版
- キャプテン・アメリカ:ブレイブ・ニュー・ワールド（日本通信係[11]）

#### ドラマ
- カリフォルニケーション（ロス）
- HOMELAND
- THE KILLING〜闇に眠る美少女〜（英語版）（アレクシー）
- プリティ・リトル・ライアーズ（トラヴィス・ホッブス〈ルーク・クラインタンク〉）
- エグザイル 戦慄の絆（英語版）
- アンフォゲッタブル 完全記憶捜査
- ALPHAS/アルファズ（英語版） シーズン2
- Black Sails/ブラック・セイルズ（ジャック・ラッカム〈トビー・シュミッツ（英語版）〉）
- ブラック・ミラー（ジャクソン）
- Zネーション（10K〈ナット・ザン〉[12]）
- 百年の花嫁（朝鮮語版）（チャン・イヒョン）
- フュード/確執 ベティ vs ジョーン
- リバーデイル（英語版）（ジャグヘッド・ジョーンズ）
- シェイズ・オブ・ブルー ブルックリン警察（英語版） シーズン1（ストローク）
- レジェンド・オブ・トゥモロー（ネイサン・ヘイウッド / スティール〈ニック・ザーノ（英語版）〉）
- PENNYWORTH/ペニーワース（ウォレス・“デイブ・ボーイ”・マクドゥーガル〈ライアン・フレッチャー〉[13]）

#### アニメ
- モンスター・ホテル クルーズ船の恋は危険がいっぱい?!（チュパカブラ[14]）
- LEGO スター・ウォーズ/オールスターズ（ラアム）
- LEGO スター・ウォーズ/恐怖のハロウィーン（ラアム）
- スター・ウォーズ: バッド・バッチ
- LEGO スター・ウォーズ/フリーメーカーの冒険（ラアム）
- レゴニンジャゴー ザ・ムービー[15]

#### その他
- ブラック・ミラー（サイモン、ジャクソン 他）
- シェフのテーブル（英語版）（ジャック・アルジェ / ピーター 他）
- 5ファースト・デート（英語版）（マット）